# Cementiri Municipal de Capellades
El Cementiri Municipal de Capellades és un cementiri de Capellades (Anoia), un conjunt protegit com a Bé Cultural d'Interès Local.

## Descripció
El cementiri és situat en el cim del Molar o Mulà amb l'entrada orientada a nord enmig d'una zona arbrada. S'hi arriba a través d'un vial que serpenteja pel vessant nord del Mulà que surt del Parc de la Font Cuitora.
Recinte de planta rectangular amb l'eix longitudinal orientat nord-sud. En una de les darreres ampliacions, la portalada del primer clos va quedar incorporada dins l'actual recinte, quedant aïllades les dues pilastres de pedra en les quals recolza un element de ferro forjat que incorpora la data "1858", corresponent a la data de construcció del cementiri. L'eix de la portalada coincideix amb l'eix de la capella. L'espai antic, conegut com el "cementiri vell", està dividit en dos àmbits de planta rectangular. En el cos central del primer, hi ha la capella, dos panteons laterals i diverses sepultures de personatges capelladins. Els laterals els tanquen sèries de nínxols de quatre filades, amb el forat del nínxol d'arc de mig punt i coberts amb teula àrab a una vessant. El cos central construït, el formen tres capellespanteó. Recinte de planta rectangular amb l'eix longitudinal orientat nord-sud. En una de les darreres ampliacions, la portalada del primer clos va quedar incorporada dins l'actual recinte, quedant aïllades les dues pilastres de pedra en les quals recolza un element de ferro forjat que incorpora la data "1858", corresponent a la data de construcció del cementiri. L'eix de la portalada coincideix amb l'eix de la capella. L'espai antic, conegut com el "cementiri vell", està dividit en dos àmbits de planta rectangular. En el cos central del primer, hi ha la capella, dos panteons laterals i diverses sepultures de personatges capelladins. Els laterals els tanquen sèries de nínxols de quatre filades, amb el forat del nínxol d'arc de mig punt i coberts amb teula àrab a una vessant. El cos central construït, el formen tres capellespanteó.
És un interessant conjunt funerari del qual s'ha destacar els dosàmbits històrics, el de 1858 i el de la dècada de 1910-1920. El primer, perquè conté els sepulcres de les famílies benestants de la vila, i el segon, per la seva singular tipologia de porxades amb arqueria que protegeixen els nínxols.